# Adlercreutzia rubneri
Adlercreutzia rubneri es una bacteria grampositiva del género Adlercreutzia. Fue descrita en el año 2021. Su etimología hace referencia al médico alemán Max Rubner. Es anaerobia estricta e inmóvil. Tiene un tamaño de 0,31 μm de ancho por 1,29 μm de largo. Crece de forma individual o en cadenas cortas. Forma colonias blancas semi-traslúcidas en agar MBHI tras 48-72 horas de incubación. Catalasa y oxidasa negativas. Temperatura de crecimiento óptima de 37 °C. Tiene un genoma de 2,8 Mpb y un contenido de G+C de 63,3%. Se ha aislado de muestras fecales humanas sanas en Alemania. 